# 盲人柔道
盲人柔道（英語：Paralympic Judo）是專爲視力有障礙的運動員所設的體育運動，是帕運會的項目之一。

## 規則
盲人柔道的選手的視力一定要比常人差，而分級是由其視力損傷程度而定，共分爲3個等級，3個等級的運動員可以共同參加比賽。參賽的選手最低符合的標準是「最佳已矯正視力低於0.1或視野小於20度」。
盲人柔道中男子共為7個小項、女子6個小項，共為13個小項為選手體重區別。男子組中的7個小項為：60公斤以下級、66公斤以下級、73公斤以下級、81公斤以下級、90公斤以下級及100公斤以上級；女子為：48公斤以下級、52公斤以下級、57公斤以下級、63公斤以下級、70公斤以下級和70公斤以上級。
在比賽場地方面，其大小與正式的柔道相同，面積是14×14米至16×16米的正方形墊子、塌塌米週邊是一個1米寬的危險區和3米寬的安全區，除了以不相同的顔色區別之外，在危險區中的墊子是使用有觸覺的，而在比賽場區中部，相隔約50×10厘米的紅白膠帶。
所有B1級的運動員都要在左右面的上袖子縫上直徑7厘米的紅色環。圈環中心須位於選手的肩膀以下大概15厘米之處。若選手是聾人以及盲人，則要將直徑爲7厘米的圈環放於柔道服的後部中央位置中。
另外，如選手是位聾人以及盲人，裁判可在選手的手掌上劃寫代表犯規、暫停及獲勝的單詞。

## 外部連結
- International Paralympic Committee page on judo （页面存档备份，存于）
- Judo for blind including details of paralympics
- Judo for blind athletes（页面存档备份，存于）
- Info from the British Paralympic Association Archive.today的存檔，存档日期2005-10-16
- Beijing 2008 Paralympic Judo Information with an Australian slant from accessibility.com.au - includes nomination criteria for the 2008 Australian Paralympic Judo squad.